# 德克薩斯藍調
德克薩斯州藍調 （英語：Texas blues）簡稱德州藍調是一種藍調音樂風格。德州藍調通常比其他藍調風格擁有更多爵士樂或搖擺樂的風格。

## 歷史
德克薩斯藍調在二十世紀初開始出現在油田、牧場和伐木場工作的非洲裔美國人中。20世紀20年代，盲人萊蒙·傑弗森使用吉他爵士樂方式的即興演奏和單弦伴奏創新風格，傑弗森的影響力決定了這個音樂風格領域，激勵了後來的表演者。在20世紀30年代的經濟大蕭條時期，許多藍調表演者搬到加爾維斯敦、休斯敦和達拉斯等城市。從這些城市中心出現了一批新的熱門表演者，包括幻燈片吉他手也是福音音樂歌手的盲人威利·約翰遜，啟發後來的藍調表演者，如萊特寧·霍普金斯、梅爾文·傑克遜和丁骨·沃爾克受到這些發展的影響。
丁骨·沃爾克搬到洛杉磯錄製他在二十世紀40年代最有影響力的作品，他演出的感染力和主音吉他的聲音成為影響電藍調的部分。這是丁骨·沃爾克，B·B·金曾經說過，誰“才是真正的讓我開始想玩藍調。從我聽到的第一張唱片《星期一暴風雨》，到今天我仍然可以聽到丁骨(T-Bone)在我的腦海裡。他是我記錄下來的第一個電吉他手。他讓我知道我不得不出去拿一把電吉他”。丁骨·沃爾克也影響了戈雷·卡特，1949年戈雷·卡特的Rock Awhile以過度驅動的電吉他風格，並被引用為“第一個搖滾唱片”有力競爭者的頭銜。
總部設於德克薩斯州休士頓的節奏藍調唱片公司孔雀唱片，該公司在20世紀50年代為後來追求德州藍調的藝術家提供了一個基地，其中包括強尼·科普蘭和艾爾搏·柯林斯。弗雷德·金對電藍調影響很大，他出生在德克薩斯州，但是十幾歲時搬到了芝加哥，1961年他的樂器演奏招牌歌曲“隱藏”被包括艾瑞克·克萊普頓在內的英國藍調藝術家效仿。
在二十世紀60年代末和70年代初，德克薩斯州的電藍調開始蓬勃發展，受鄉村音樂和藍調搖滾影響，特別是在奧斯汀的俱樂部。多樣化的風格通常以鍵盤和喇叭為特色，強調吉他獨奏。在這個時代出現的最著名的藝術家是強尼·溫特和埃德加·溫特兩兄弟，他們將傳統和南方風格相結合。1970年代，吉米·沃恩組建的“神話般的雷鳥樂團”，和1980年代，他弟弟史蒂夫·雷·沃恩的吉他演奏都突破了主流成功，ZZ Top和他們的南方搖滾品牌也是如此。